# Lernortkooperation
Lernortkooperation erläutert in der Berufspädagogik die Zusammenarbeit zwischen den an der beruflichen Bildung beteiligten Institutionen. Der eng an die Entwicklung des Dualen Berufsbildungssystems gebundene Ursprung der Lernortkooperation zwischen Berufsschule und Betrieb, kann in dem Kooperationspostulat von 1964 (vom Deutschen Ausschuss für Erziehungs- und Bildungswesen) sowie dem Berufsbildungsgesetz (BBiG) von 1969 gesehen werden. Mit dem Begriff "Lernort" geht eine kontroverse Diskussion der Berufsbildungsforschung einher, die besonders in den 1970ern und 1980ern geführt wurde. Die Grundlage lieferte das 1974 im Rahmen der Neuordnung der Sekundarstufe II publizierte Konzept der Pluralität der Lernorte (Bildungskommission des Deutschen Bildungsrats). Umfassende Kritik wurde damals an der fehlenden Trennschärfe des Begriffs und eine willkürlich wirkenden Kategorisierung der vier aufgeführten Lernorte geübt. Die Einführung von Lernfeldern und das damit verbundene Ziel, Inhalte der Berufsbildung stärker handlungsorientiert auszurichten, fordert eine Kooperation der beteiligten Lernorte.
Je nachdem wie ausgeprägt die Kooperation ist, unterscheidet Dieter Euler drei Ebenen:
| Informieren    | Lehrer und Ausbilder tauschen Informationen aus                                                        | Problem des individuellen Wahrnehmen und Aufnehmen von Information |
| Abstimmen      | Lehrer und Ausbilder entwickeln Maßnahmen, die arbeitsteilig aber eigenverantwortlich umgesetzt werden | Problem der unterschiedlichen Herangehensweise                     |
| Zusammenwirken | Lehrer und Ausbilder arbeiten unmittelbar zusammen, z. B. im Rahmen einer Weiterbildung                | Ideales Verständnis von Kooperation                                |

Die Kooperation (Inhalte, Verfahren, Zeitplanung, gemeinsame Erziehungsarbeit) beider Lernorte ist eine wichtige Voraussetzung für das Gelingen beruflicher Ausbildung. Sie kann mitunter erschwert sein, da die Lernorte primär unterschiedliche Ziele mit differierender Motivation verfolgen (Schule = (Aufstiegs)Bildung = als Teil einer gesamtgesellschaftlichen Aufgabe, Betrieb = Beschäftigung im Betrieb = betriebliche Motivation) und sich die Berufsschule mit einer Vielzahl verschiedener Betriebe absprechen muss. Deshalb ist eine exakte didaktische Parallelität der Ausbildung in Betrieb und Berufsschule nur selten gegeben. In selteneren Fällen wollen Betriebe gute Auszubildende an sich binden, indem sie den Bildungsaufstieg der Schüler kaum fördern und übersehen dabei, dass damit Ausbildung allgemein als Sackgasse gesehen werden kann, mit entsprechenden Imageverlusten. 

## Sonderformen
Ein Sonderfall der Lernortkooperation ist die Verbundausbildung.
Eine Weiterentwicklung sind sogenannte regionale Berufsbildungsnetzwerke, in denen die verschiedenen Träger der Berufsbildung (s. o., sowie z. B. Kammern, allgemeinbildende Schulen, Arbeitsagenturen etc.) in institutionalisierter Art und Weise kooperieren. Ziel ist die effiziente und effektive Vernetzung der Träger und ein funktionierendes Wissensmanagement, um die regionale Entwicklung auf dem berufsbildenden Sektor zu stärken. Hierzu und insbesondere zur Lernortkooperation sind eine Vielzahl von Modellversuchen durchgeführt worden (z. B. Kolibri: Kooperation der Lernorte in der beruflichen Bildung).
Weitere Formen: Verbundausbildung
Schweiz: Überbetriebliche Kurse